# Джеррі Пейдж
Джеррі Пейдж (англ. Jerry Page; 15 січня 1961) — американський професійний боксер, олімпійський чемпіон 1984 року. 

## Аматорська кар'єра
1983 року завоював срібну медаль на Панамериканських іграх, здобувши дві перемоги і програвши у фіналі Канделаріо Дуверхелю (Куба).
Олімпійські ігри 1984
- 1/16 фіналу. Переміг Гельмута Гертеля (Німеччина) — 5-0
- 1/8 фіналу. Переміг Оставіо Роблеса (Мексика) — 5-0
- 1/4 фіналу. Переміг Кім Дон Гіль (Південна Корея) — 4-1
- 1/2 фіналу. Переміг Мірко Пузовича (Югославія) — 5-0
- Фінал. Переміг Дхаві Умпонмаха (Таїланд) — 5-0

## Професіональна кар'єра
Пейдж розпочав свою професійну кар'єру 1985 року і виграв свої перші 8 боїв, перш ніж програв Теренсу Алі (США), після чого в наступних боях здобув три перемоги і зазнав трьох поразок і завершив виступи.